# Homeosis
En biología del desarrollo, la homeosis es la transformación de una parte del cuerpo en otra como resultado de la mutación o de la alteración de la expresión de genes críticos en el desarrollo como los genes HOX. Los genes homeóticos reciben precisamente ese nombre por ser los responsables de cambios como los de la homeosis. 
El estudio de la homeosis fue fundamental para la constitución tanto de la genética del desarrollo como de la biología evolutiva del desarrollo. 

## Historia del concepto
El concepto de homeosis fue acuñado por William Bateson en 1894, aunque concediéndole un sentido mucho más amplio que el que tiene actualmente.
Richard Goldschmidt fue uno de los primeros genetistas del desarrollo en investigar mutantes homeóticos de Drosófila: podoptera, en la que las alas se transforman en extremidades, y tetraltera, en la que las alas se transforman en halterios. Goldschmidt creyó que las transformaciones homeóticas se debían a que cambios en grandes regiones cromosómicas afectaban a campos ontogenéticos funciones, como los discos imaginales.

## Homeosis y evolución
La homeosis suele interpretarse como atavismo, por lo que es un marcador filogenético importante. 
La homeosis parece haber sido fundamental en la evolución de los insectos.